# You Go to My Head
"You Go To My Head" är en populär sång komponerad av J. Fred Coots med text av Haven Gillespie, 1938.